# Compreignacite
La compreignacite è un minerale.